# Cetatea de Baltă
Cetatea de Baltă é uma comuna romena localizada no distrito de Alba, na região histórica da Transilvânia. A comuna possui uma área de 64.41 km² e sua população era de 3108 habitantes segundo o censo de 2007.